# 阪神鳴尾浜球場
阪神鳴尾浜球場（はんしんなるおはまきゅうじょう）は、兵庫県西宮市鳴尾浜にあった野球場。
2024年までプロ野球・阪神タイガース二軍（ウエスタン・リーグ所属）の本拠地球場及び練習場として使用され、同球団が運営管理を行っていた。愛称は「タイガース・デン（Tigers Den）」。鳴尾浜臨海公園野球場に隣接していた。2025年3月に尼崎市のゼロカーボンベースボールパーク（日鉄鋼板SGLスタジアム尼崎）へ本拠地を移転したことに合わせて閉鎖された。

## 概要
フィールドは両翼96m、中堅120mで、阪神一軍の本拠地である阪神甲子園球場とほぼ同じサイズ。スコアボードは磁気反転式で、2014年にボールカウントの上にスピードガン表示が設置された。
スタンドは500人収容で、両内野およびバックネット裏にて観戦可能。ウ・リーグ公式戦や教育リーグなどの試合で開放され、入場料は無料であった。
スタンドに屋根はなく、また周辺は住宅地であることなどから鳴り物を使った応援は禁止されており、ほかにも禁煙・禁酒でもあった。なお、スタンドに入ったファウルボールは原則として回収した。
ネット裏スタンドが満員となった際は、入場制限や外野芝生席の開放が行われる場合もあった。
室内練習場など阪神の選手が使用する周辺施設が左翼場外に位置していることから、ホームチームの阪神は3塁側ダッグアウトを使用した。
甲子園での高校野球（春の選抜・夏の選手権）開催期間中は、大会出場校が練習会場として使用することもあった。また、2021年に創設された女子クラブチームの阪神タイガース Womenも練習場として度々使用していた。

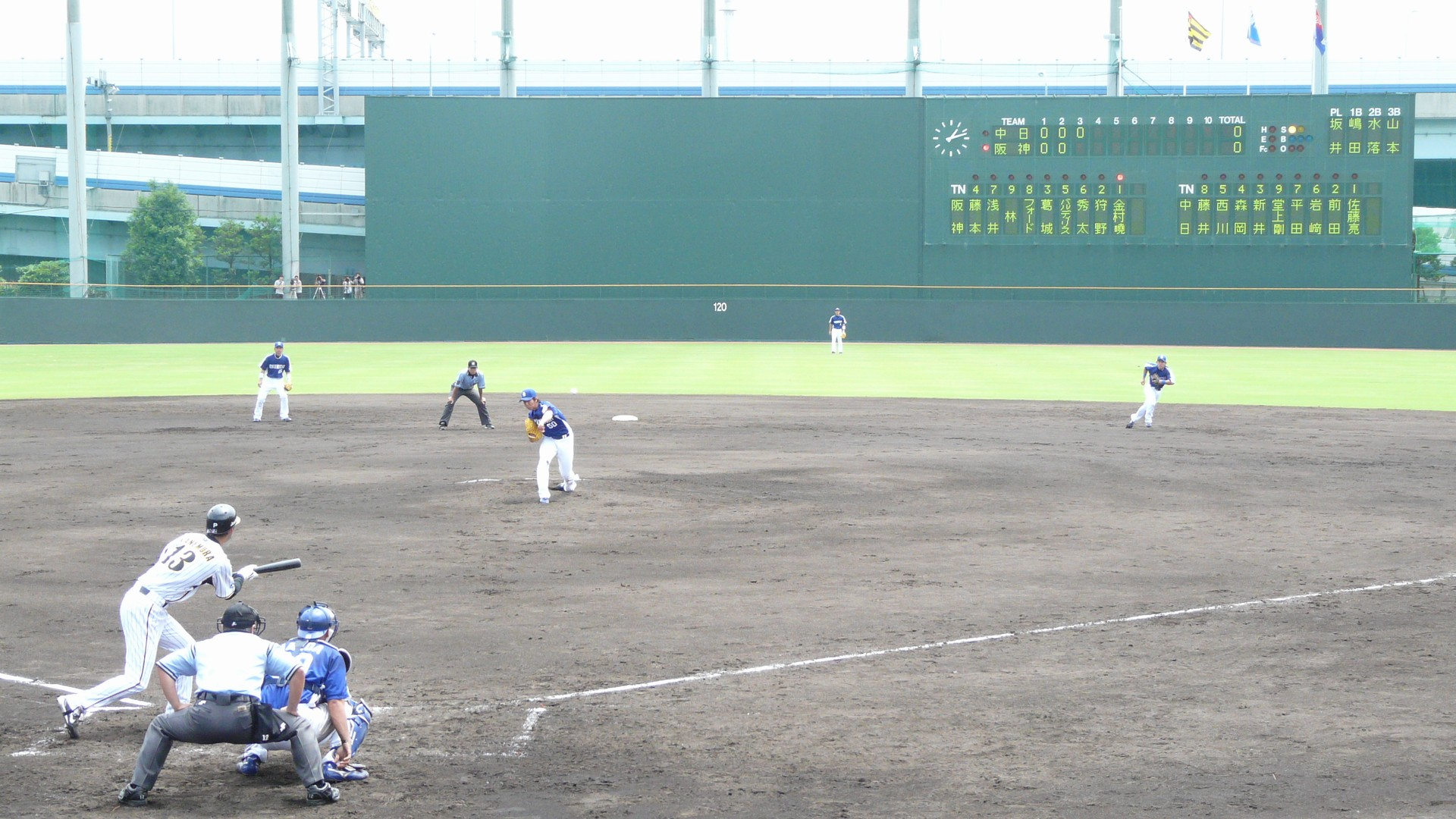
本塁後方からバックスクリーンを望む

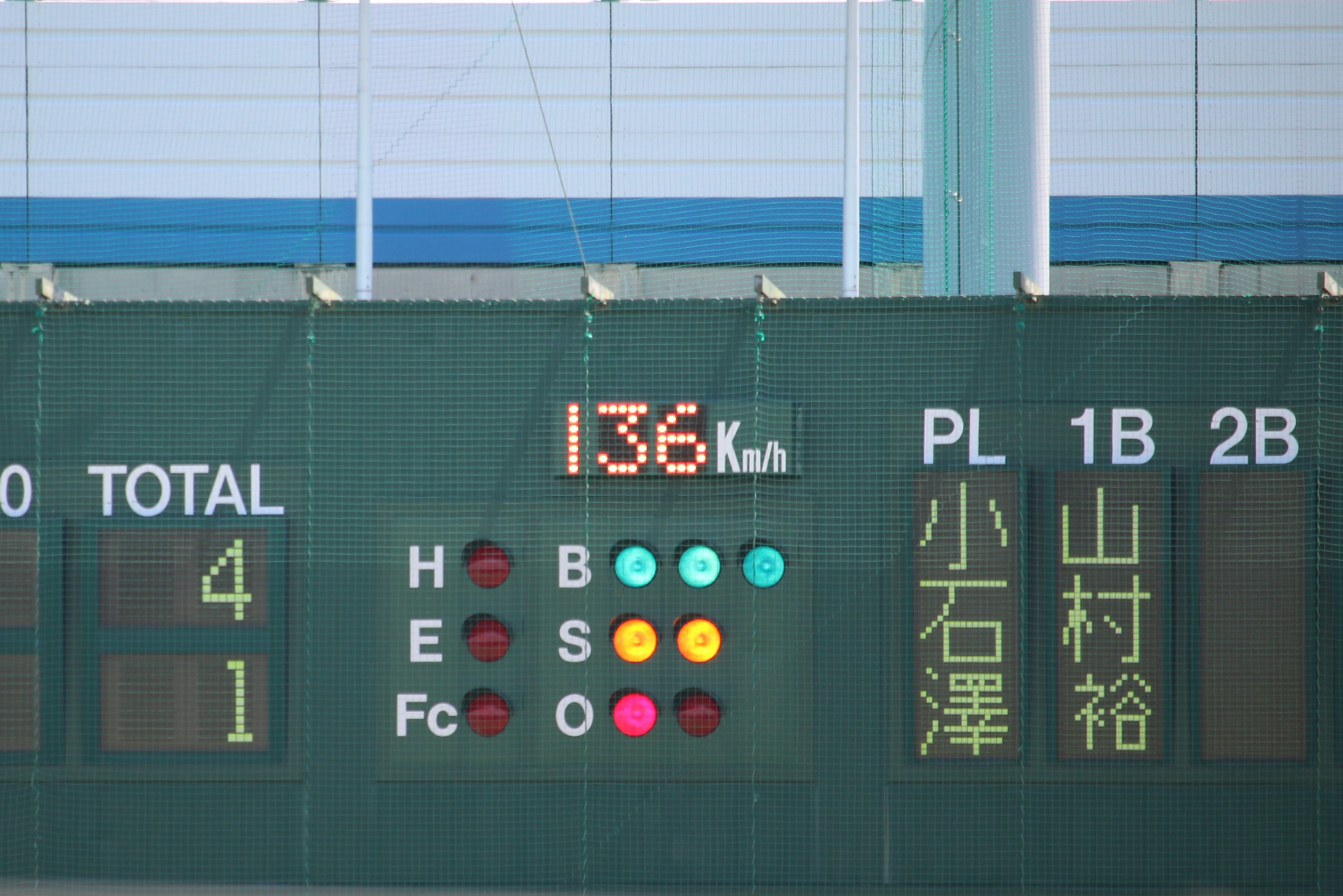
スピードガン表示

## 歴史
阪神タイガースの二軍は、親会社の阪神電気鉄道が運営してきた阪神国道線の廃止（1975年）を機に、兵庫県尼崎市の浜田車庫跡地（阪神バス浜田車庫との隣接地）に阪神浜田球場を建設。1979年のシーズンから本拠地及び練習場として使用していたが、年月を経るにつれて施設の老朽化が進んだ上に、特に1990年代に入ってからはグラウンドの狭さが目立つようになったため、球団では長期的な戦力強化の一環として、二軍の育成に向けた新しい施設の建設を決めた。
1994年10月7日、現在地に球場が竣工。甲子園球場東側の西宮市甲子園七番町に所在していた合宿所「虎風荘」・室内練習場・トレーニングルームも、周辺施設として当球場の隣接地に移転した。もっとも、埋立地の上に建設したことから、完成して間がない1995年1月17日に起きた阪神・淡路大震災では敷地内の随所（グラウンド内など）で液状化現象が発生。復旧に時間を要した。
運用を開始した当初は、「虎風荘」などを含む二軍施設に「タイガー（虎）」と「ガーデン（庭）」を掛け合わせた「タイガーデン」（Tiger Den。「虎の穴」）という総称を用いていた。2003年に「タイガーデン」がタイガー魔法瓶の商標であったことが判明したことに伴い、「タイガース・デン（Tigers Den）」に改称した。
開場当時は最新鋭の設備を誇ったが、運用を続けるにつれて老朽化が進んだほか、観客席はネット裏のみで収容人数はわずか500人、室内練習場も手狭でバッティングマシンとバッティングケージを2台ずつしか設置できないなど様々な問題が出始めたこと、加えて敷地の西側が兵庫県立総合体育館と隣接していることや、南東側に阪神高速5号湾岸線の高架橋が通っていることもあって、球場を含む施設の拡張が困難な状況にあった。加えて、2016年に掛布雅之が新たに二軍監督に就任したことを背景に、二軍公式戦において鳴尾浜球場の収容定員を超える観客動員を記録する試合が増加。このような事情から、球団は二軍施設全体の再移転を検討することとなった。特に2024年は前年度に一軍が優勝したこともあり、入場の際には事前に配布した整理券を持たないと入場できないようになってしまった。
神戸総合運動公園野球場などが候補地に挙がる中、2020年10月2日に尼崎市小田南公園が有力候補となっていることが明らかになり、翌2021年5月21日には阪神電気鉄道、阪神タイガース、尼崎市の三者間で小田南公園整備事業に関する基本協定を締結。尼崎市議会の議決を経て、12月21日に2025年を目処とした小田南公園への移転が正式に発表された。これに伴い、鳴尾浜球場は2024年シーズンの公式戦と、2025年1月30日までの新人合同自主トレをもって二軍本拠地としての使用を終了した。2月8日・9日にさよならイベント「ありがとう鳴尾浜」を実施し（一般公開として）完全に閉場。またタイガースWomenも2月22日に最終練習を行った。
跡地については、阪急阪神ホールディングスと協議し土地を同HDに返還することが決まったため、3月以降に付帯施設も含めて全て解体する。同HDによると、傍を通る阪神高速5号湾岸線鳴尾浜出入口は大阪側のみのハーフICであるが、周辺地域も含め立地の良さ等の利点から大型物流施設を建設する予定。

## Tigers Denにあった施設
- 選手寮「虎風荘」
- 球団ファーム事務所
- 室内練習場
- トレーニングルーム（2018年増床[19]）